# Five Nights at Freddy's: Sister Location
Five Nights at Freddy's: Sister Location (vaak afgekort tot Sister Location, FNaF: SL of Five Nights at Freddy's 5) is een point-and-click survival horrorspel gemaakt door Scott Cawthon.
Een port voor mobiele platforms is uitgebracht voor Android-apparaten op 22 december 2016 en voor iOS-apparaten op 3 januari 2017. Een Nintendo Switch-port werd uitgebracht op 18 juni 2020 voor Noord-Amerika en een Xbox One port werd later vrijgegeven op 10 juli 2020, naast de Europese Switch-port. Een PlayStation 4-port is uitgebracht op 21 juli 2020 voor Europa en 22 juli 2020 voor Noord-Amerika.
Sister Location distantieert zich van verschillende belangrijke gameplay- en verhaalmechanismen dan de andere spellen in de serie. In plaats daarvan biedt het de mogelijkheid om tussen kamers te bewegen, elk met een eigen verschillend doel dat de speler moet uitvoeren. Gedurende het spel heeft de speler interactie met een nieuwe cast van animatronic-karakters, waarin een welwillende animatronic met de naam Circus Baby centraal staat.
De game ontving gemengde tot positieve recensies van critici, die de stemprestaties en de originele soundtrack prezen, maar kritiek hadden op de afwijking van eerdere spellen.

## Stemverdeling
| Personage              | Stem                   |
| ---------------------- | ---------------------- |
| Circus Baby            | Heather Masters        |
| Ballora                | Michella Moss          |
| Bidybabs               | Zehra Jane Naqvi       |
| HandUnit               | Andy Field             |
| Funtime Foxy           | Joe Gaudet             |
| Funtime Freddy         | Kellen Goff            |
| Bonnie Puppet (Bonnet) | Becky Shrimpton        |
| Computer Voice         | Julie Shields          |
| Freddy Simulator       | Andy Field             |
| Vlad                   | Christopher McCullough |
| Clara                  | Amber Lee Connors      |
| Aankondiger            | Bob Barnes             |

## Plot
Een interviewer vraagt William Afton, de maker van de animatronic-personages van het spel en de belangrijkste antagonist van de algehele serie, over bepaalde ontwerpkeuzes die hij heeft gemaakt bij het bouwen van de animatronics. William somt verschillende kenmerken van Circus Baby op, zoals haar vermogen om ijs te maken, ballonnen op te blazen binnen handbereik, verzoeken om liedjes te beantwoorden en erop te dansen. De interviewer is niet tevreden met dit antwoord, aangezien de kenmerken die William noemde niet waren waar hij naar verwees.
Enige tijd later, William Afton's zoon, Michael Afton is een nieuwe medewerker van Circus Baby's Entertainment and Rental, een ondergrondse faciliteit en zusterlocatie van Freddy Fazbear's Pizza, met animatronics die worden verhuurd aan verjaardagsfeestjes voor kinderen; deze animatronics omvatten nieuwe variaties met circusthema van Freddy (die, in tegenstelling tot de andere versies, niet de hoofdzanger is), Bonnie (die als handpop op Freddy verschijnt) en Foxy (die de rol op zich neemt van de spreekstalmeester) evenals verschillende nieuwe personages (bestaande uit Ballora, de Bidybabs en de Minireenas), waaronder Circus Baby zelf. Deze animatronics zijn afkomstig van een andere locatie met de naam "Circus Baby's Pizza World", die werd gesloten kort voordat hij zou openen vanwege "gaslekken". Aan het begin van zijn eerste avond wijst HandUnit (een AI die Michael assisteert) hem zijn dagelijkse taken toe en legt uit dat Circus Baby's is ontstaan als reactie op het succes en de uiteindelijke sluiting van Freddy Fazbear's Pizza. In Nacht 2 valt de stroom uit en moet de speler door Ballora's kamer gaan om toegang te krijgen tot de stroomonderbrekers en deze te resetten. Circus Baby waarschuwt Michael om de instructies van HandUnit te negeren om te voorkomen dat hij door Ballora wordt gedood.
In een van de minigames (nadat deze is voltooid) steekt Circus Baby een klauw uit haar buik en trekt een klein meisje (vermoedelijk de dochter van William Afton en Michael's zus, Elizabeth Afton) in haar. Er wordt gesuggereerd dat het meisje stierf in Baby en dat ze nu bezeten is door de ziel van het meisje. William Afton merkt zelf algauw iets vreemds op aan Circus Baby: hij had haar oorspronkelijk geprogrammeerd met blauwe ogen, maar nu zijn haar ogen groen, vermoedelijk omdat Baby is bezeten door de ziel van het overleden meisje, zij had namelijk ook groene ogen.
In Nacht 3 begint Michael met het controleren of de nieuwe Funtime Foxy op 'haar' podium staat voordat hij door 'haar' kamer kruipt. De speler moet dan de nieuwe Funtime-versies van Freddy en Bonnie repareren.
Hoewel Michael slaagt in zijn taak, wordt hij gevangengenomen door Baby en wordt hij op Nacht 4 gevangen in een animatronic-pak. Hij is geplaatst in een gebied dat bekend staat als de Scooping Room met een machine genaamd de Scooper, die endoskeletten uit animatronics kan scheuren. Baby legt Michael uit dat ze hem heeft ontvoerd. Na getuige te zijn geweest van het feit dat het endoskelet van Ballora wordt verscheurd door de Scooper, moet Michael de nacht overleven tegen de Minireenas terwijl hij voorkomt dat het pak defect raakt. In Nacht 5 worden twee werknemers opgehangen aangetroffen en Michael krijgt van Baby de opdracht om haar lichaam te vernietigen door het naar de Scooping Room te sturen. Het wordt echter snel ontdekt dat Baby, samen met de andere animatronics, zichzelf hebben gecombineerd tot een enkel lichaam dat bekend staat als Ennard en Michael's lichaam willen gebruiken als een vermomming om uit de faciliteit te ontsnappen.
Er zijn twee eindes mogelijk. In de "Real Ending" volgt Michael de instructies van Baby en gaat de Scooping Room binnen, waarop de Scooper hem van de ingewanden ontdoet en hem doodt; Ennard vermomt zich dan in zijn huid en ontsnapt. Een alternatieve "Fake Ending" vereist dat de speler een keycard ophaalt door de Death Minigame te voltooien en vervolgens een andere route volgt dan die beschreven door Baby op Nacht 5. Hierdoor komt Michael in een kleine kamer waar hij Ennard moet afweren tot 6:00 uur, op een manier die vergelijkbaar is met de originele  Five Nights at Freddy's. Ennard is boos dat Michael zijn instructies niet gehoorzaamde en zal ontsnappen en hem naar huis volgen als hij de nacht overleeft.
De Custom Night-update bevat extra tussenfilmpjes die volgen op de Real Ending; Michael's lichaam ontleedt, waardoor Ennard gedwongen werd het te verlaten en het riool in te gaan. Daarna wordt hij op de grond achtergelaten, vermoedelijk dood, maar wordt al snel op mysterieuze wijze gereanimeerd. Vervolgens praat hij met zijn vader over zijn tijd in de faciliteit (waarbij hij opmerkt dat hij 'haar', of Elizabeth, het kleine meisje waarvan wordt aangenomen dat ze de ziel is die de Circus Baby-animatronic bezit, heeft gevonden en bevrijd), voordat hij erop uit ging om hem te zoeken. Terwijl dit gebeurt, zwenkt de camera naar de uitgebrande ruïnes van Fazbear's Fright, waaruit Springtrap tevoorschijn komt.

## Gameplay
Het grootste deel van de gameplay in "Five Nights at Freddy's: Sister Location" maakt een einde aan het survival aspect van eerdere games. In plaats van op één plaats te blijven en te voorkomen dat de animatronic antagonisten aanvallen, moet de speler van kamer naar kamer gaan om een reeks doelen te vervullen die tijdens elk van de vijf nachten veranderen. In Nacht 2 moet de speler bijvoorbeeld door Ballora Gallery sluipen en een groep stroomonderbrekers resetten, terwijl voor Nacht 4 de speler in een springlock-pak wordt geplaatst terwijl hij Minireenas moet bevechten.
Net als in Five Nights at Freddy's 2, kan de speler aan het einde van een spel de kans krijgen om een 8-bit minigame te spelen, waarin Circus Baby cupcakes aan kinderen moet geven en dan een ijshoorntje aan een klein meisje, dat wordt vermoord zoals in de minigame. Als de speler deze minigame voltooit, krijgt men toegang tot een geheim niveau tijdens Nacht 5, een bijna-recreatie van de gameplay in het origineel Five Nights at Freddy's. Hier blijft de speler in een beveiligingskantoor en moet hij voorkomen dat een hybride animatronic genaamd "Ennard" erin komt door bewakingscamera's te bekijken en elektrische deuren te sluiten, die allemaal een beperkte stroomtoevoer verbruiken.
Als de speler alle vijf nachten opruimt, ontgrendelt men een galerij met extra functies: afbeeldingen en blauwdrukken van de animatronics van het spel, hun making-of, een kaart van de faciliteit en automatische toegang tot de cupcake-minigame van Circus Baby. Met ingang van de update van 1 december 2016, ontgrendelt het wissen van alle nachten ook de niet-canon Aangepaste nachtmodus, die is ingesteld in een aangepaste versie van de geheime kamer van Nacht 5. De speler kan kiezen uit verschillende modi en moeilijkheidsgraden, wordt geconfronteerd met nieuwe animatronics en moet zowel stroom als zuurstof behouden om te overleven. Door deze modi te voltooien, kan de speler een reeks tussenfilmpjes bekijken die zijn verklaard als onderdeel van de serie canon; alle behalve de laatste scène hebben een 8-bits resolutie.
Er bestaat een prestatiesysteem in de vorm van vier sterren, verkregen door beide eindes van het spel te ontgrendelen, de Circus Baby-minigame te voltooien en de moeilijkste moeilijkheidsgraad van elke aangepaste nachtvoorinstelling te voltooien.
Zoals in alle "Five Nights at Freddy's" -games, zal het falen om zichzelf te verdedigen tegen de vijandige animatronic-personages resulteren in een jump scare.

## Ontwikkeling
In april 2016 bracht Cawthon een teaser van de game uit op zijn website, getiteld Five Nights at Freddy’s: Sister Location, met op de foto een clownachtige animatronic, die later "Circus Baby" bleek te heten. Meerdere teasers volgden, waarbij diverse karakters en animatronics werden onthuld.
De trailer van de game werd uitgebracht op het officiële YouTube-kanaal van Cawthon met nieuwe animatronics en een nieuwe locatie. Later werd bekendgemaakt dat de game op 7 oktober zou uitkomen.
In augustus werd op de website van Cawthon gemeld dat de release was geannuleerd wegens het voortijdig lekken van een stem van een van de animatronic. Al snel werd bekend dat deze teaser hoorde bij de verhaallijn.
Op 4 oktober 2016 meldde Cawthon op het forum van Steam Community dat de game een zeer donkere verhaallijn kende en dus niet kindvriendelijk was. Eerdere beloftes dat het spel kindvriendelijker zou worden gemaakt, werden hiermee niet ingelost. Op 6 oktober 2016 werd de game gelanceerd en de officiële game werd een dag later uitgebracht op Steam.
Op 17 oktober 2016 bevestigde Cawthon op zijn website en Steam dat de Custom Night zou worden toegevoegd aan de game, hetgeen op 1 december 2016 plaatsvond.
Op 22 december 2016, werd de game uitgebracht voor Android in de Google Play Store; op 3 januari 2017 kwam de game uit voor iOS in de App Store. In 2020 volgden de Nintendo Switch (18 juni), Xbox One (10 juli) en PlayStation 4 (21 juli).

## Trivia
- De namen van de animatronics die in de game verschenen, werden onbedoeld gelekt voordat de game werd uitgebracht uit de copyrightcatalogus van Scott Cawthon.
- Dit is een van de weinige spellen in de serie waarin Scott Cawthon geen van de personages vertolkt, terwijl de andere spellen Five Nights at Freddy's 4 en Freddy Fazbear's Pizzeria Simulator zijn.